# Вовки (УПА)
«Вовки» — назва куреня (відділу) воєнної округи «Сян», 28-й (Холмський) Тактичний відтинок «Данилів» Української Повстанської Армії, який діяв на Холмщині і Підляшші.
Головною метою діяльності була оборона українського населення Закерзоння, зокрема Холмщина та Підляшшя, від виселення з рідної землі, в тому числі в часи акції «Вісла», а також від нападів польських збройних формувань, цивільних банд, військових формувань вермахту, Війська Польського та НКВС.
У 1944–1945 роках Ліски були постійним місцем спочинку повстанців. У сусідньому лісі курінь Дмитра Пелипа «Ема» побудував землянки, які також служили їм місцем для притулку.
Курінь «Вовки» в Грубешівському повіті мав свою радіостанцію, яка весь час міняла місце свого базування, та гектограф, на яким копіювались відозви до населення та листівки.

## Структура
Бойова одиниця була створена в березні 1943 року як сотня Української повстанської армії, яка з моменту формування мала назву сотня «Вовки». Мала не менше 100 стрільців — складалася з трьох чот, а часом і більше. В травні 1945 року налічувала 110 стрільців. В складі сотні була одна чота, створена з колишніх військовослужбовців Червоної Армії, котрі були одягненні в форму червоноармійців. Пізніше на її основі створено курінь, що в різні періоди діяльності нараховував у своєму складі від двох до чотирьох сотень: «Вовки-1», «Вовки-2», «Вовки-3», «Карпа».

### Командування
Холмський курінь «Вовки» — курінний «Ягода», «Черник»(Маріян Лукашевич(*15.06.1922-† 17.09.1945), курінний «Прірва»(Євген Штендера), курінний «Беркут»(Володимир Сорочак).

### Підрозділи

#### Сотня «Вовки-1»
Відд. 99 «Вовки-1» 
— сотенний «Крапка» (Михайло Курас, †26.02.1946) — ст. бул. Михайло Курас — ройовий, згодом чотовий і сотенний. Народжений в с. Молодятичі Грубешівського пов., 5 кл. нар. школи. В УПА від лютого 1944 р. — сотенний «Кропива» (Василь Колтонюк, † 13.05.1946) — бул. Василь Колтонюк — нар. 5 січня 1923 р. в с. Нисмичах Грубешівського пов. (тоді — Сокальського пов.) у селянській родині. До УПА вступив у 1943 р. на Волині (згодом УПА-Південь), де був старшиною у загоні Василя Процюка («Кропиви»). У лютому 1945 р. прибув у рідні сторони на лікування.
— сотенний «Крилатий» (Євген Несторук, народився 1924 року в селі Степановичі грубешівського повіту. Навчався у технічній школі в Холмі. У 1944 році вступив до УПА. Був по черзі: стільцем, звязковим сотні, ройовим. З липня 1946 року командиром сотні Вовки-1. В серпні 1946 року, тяжко поранений в бою з польським військом, щоб не дістатися до неволі-застрелив себе. Похований в Телятині, Томашівського повіту, Польща),
— сотенний «Громовий» Лагода Петро, брав участь в Грубешівській операції.
— сотенний Ярмола Василь «Яр» († 08.1947)
1. Ярема (Майструк Осип) — чот. сотні «Вовки» (Холмщина) 1944
2. «Яструб», також «Дуб» — Анатолій Сидорук з Володавського пов., чотовий і к-р пвд. «Вовки». Напровесні 1945 р. був к-ром боївки, що охороняла надрайоновий провід. Загинув в час наскоку НКВД на хут. Корчунок 3 квітня 1945 р., разом з шістьома членами теренового проводу й 10 вояками.
3. Карпо — пор. Павло Пилипчук з Нового Двору б. Кристинополя — чотовий, а згодом сотенний відділу «Вовки». Народився 1914 р. в селянській родині. Від самого початку УПА на Холмщині був у її рядах підстаршиною й старшиною. Відзначався в усіх боях холоднокровністю, відвагою й винахідливістю. Користувався авторитетом між вояками сотні «Вовки». Загинув 21 грудня 1944 р. на хуторі с. Модринь Кузьмин у бою з НКВД.
4. Чот. «Боян» — ст. віст. Михайло Ульгурський — нар. 13 серпня 1916 р. в селянський родині в с. Щепятин Томашівського пов. (тоді — Рава-Руського пов.) Загинув 9 лютого 1945 р. у засідці НКВД між с. Переводів і с. Жнятин.
5. «Альоша» — ройовий, згодом чотовий і заступник Павла Пилипчука («Карпа») Прізвище невідоме, походив з Придніпрянщини, мав досвід фронтових боїв Радянської армії.
6. Шугай — чот. сотні «Вовки» (Холмщина) 1944
7. «Галабурда» — кул. Василь Кратюк, нар. 24 квітня 1921 р. в Шумейках Володавського пов. Відзначився в багатьох боях як знаменитий кулеметник.
8. Ярослав (Юрчук Степан) — бунч. сотні «Вовки-1» ВО 6 1946
9. «Марко», «Новина», бул.(Савинець Михайло *14.03.1925 р.-) -почет сотні «Вовки-1» ВО 6 1945. Уродженець села Берестя на грубешівщині 14.03.1925 року. Закінчив торговельну школу в Грубешові і вчительську семінарію, де був провідником юнацької ОУН. Був писарем в сотні «Вовки І». В 1944 р. був повітовим референтом пропаґанди. В серпні вступив до вишкільного відділу УПА «Дуба» й перейшов стрілецький вишкіл. У листопаді 1944 р. перейшов до сотні «Вовки I» під командою «Карпа», а по його смерти — «Кропиви» і «Крапки», де став сотенним писарем. Загинув на Підляшші в жовтні 1945 року. Йшов першим, сотня попала в засідку.
10. «Осип» — Осип Няйко, народжений 21 липня 1922 р. в с. Корчів Томашівського пов. (скоріше — Рава-Руського пов.). Закінчив учительську семінарію, учитель. В УПА від 21 липня 1944 р. — політвиховник сотні, згодом — куреня «Вовки» й 28 ТВ УПА «Данилів» 1945—1946.
11. Хмелик — бунч. сотні «Вовки-1» ВО 6 1946
12. «Байда» (Петро Варениця) — нар. в 1921 r. в Войславиці, повіт Сокаль(після 1944 р. повіт Грубешів), член ОУН від 1939 р., в 1941 р. член похідних груп, в 1942 р. заарештований німцями на сході України, звільнений, повернувся на Холмщину, до 1945 р. був стрільцем у відділі «Крапкі», а пізніше (до 1947 р.) стрільцем в сотні «Дуди», від 1948 р. член сітки Леона Лапінського «Зенона».[2]
13. «Дубина» (Михайло Прокопчук) (1925—1992) — нар. в Тихоборі, повіт Грубешів, член ОУН від 1940 р., в 1944 р. заарештований НКВС і перенесений до в'язниці в Києві, після звільнення (за відсутністбю доказів) в 1945 р. вступає до УПА; на початку кладовщик в сотні "Ягоди, а від листопада 1946 r. завгосп сотні Петра Лагоди «Громового» і Василя Ярмоли «Яра», заарештований в Чехословаччині і переданий Польщі.[2]
14. «Новина» — бул. Михайло Савинець, писар сотні «Вовки I». Нар. 14 березня 1925 р. в с. Берестя Грубешівського пов. Закінчив торговельну школу в Грубешові. В 1944 р. був повітовим референтом пропаґанди. В серпні вступив до вишкільного відділу УПА «Дуба» й перейшов стрілецький вишкіл. У листопаді 1944 р. перейшов до сотні «Вовки I» під командою «Карпа», а по його смерти — «Кропиви» і «Крапки», де став сотенним писарем.
15. Чот. «Сушко» — ст. бул. Гриць Руденко, нар. 23 грудня 1917 р. в с. Вовчик на Полтавщині. По професії шофер, був у РА, після полону — в німецькій армії, з якої здезертирував до УПА. 10 березня 1945 р. утворена окрема група вояків, що володіли російською мовою, яку приділено до його пробоєвої чоти. Ця чота відзначилася вмілим стосуванням різних підступів і заскочень противника. Після поранення Гриць Руденко став зброярем у команді 28 ТВ УПА «Данилів». Майстер на всі руки. Він змайстрував кілька видів примітивних станків для вистрілювання німецьких ракетних стрілен і керував практичним випробуванням у стрілянні до ціли. Великою мірою завдяки його експериментам відділи УПА 28 ТВ «Данилів» опанували теорію і практику вживання ракетних стрілен в партизанській війні. Влітку 1946 р. Гриць Руденко тайком виїхав до УРСР з нареченою зі с. Гільче.
16. «Балан» (Іван Новосад) — стрілець, брав участь в грубешівській операції. Був арештований польським УБ в вересні 1946 р.

#### Сотня «Вовки-2»
Відд. 100«Вовки-2»
28 жовтня 1944 р., зараз по розбиттю станиці в с. Мірчі, а одночасно й Черничині, відділ перебрав к-р Яструб. К-р Карпо одержав наказ організувати новий відділ. Цим назначенням к-ра «Карпа» творити новий відділ (28 жовтня 1944 р.) треба уважати початок відділу «Вовки II». Спочатку його звали «вишкільна чота» чи «вишкільна сотня». Щойно осінню 1945 р. від дістав формальну назву «Вовки II».
- сотенний «Яструб», також «Дуб» — Анатолій Сидорук з Володавського пов.
- сотенний «Багряний» (Євген Дацюк) — по вишколі на підофіцерських курсах УПА в 1944 р. командир чоти в сотні «Ягоди» Маріяна Лукашевича. Після його смерті прийняв командування сотнею, але під кінець 1945 року, був звільнений "Прірвою " Євгеном Штендера з виконующих функцій за некомпететність (на місці командира сотні був замінений на «Лис» (Іван Шелева) i перенесений до реферату СБ 1 району Надрайону «Лиман» III Округи ОУН, літом 1946 р. був звільнений з причин не виконяння обов'язків і висланий до центральної Польщі, де мав всупити до якоїсь польської конспіративної організації і слідкувати за настроями що були в польському підпіллі (цього завдання також не виконав) заарештований МГБ.)[2] ,
- сотенний «Лис» (Іван Шелева * 20.05.1914 —), ВО 6 1945-46. ст. віст. Іван Шалева, народився в с. Фолупні [?] Любачівського пов., закінчив рільничу школу, капрал Війська Полського. Пізніше був коротко сотенним, командиром вд. «Вовки-2»
- сотенний «Дуда» (Євген Янчук, пом. 22.08.1947) — ст. Бул. Євген Янчук із с. Богородиці Грубешівського пов. Командир відділів самооборони. Ройовий, у тому часі став заступником «Карпа».  Пізніше сотенний «Вовки-2» ТВ-28 «Данилів» ВО-6 «Сян». Був поранений у руку під час бою у селі Набруж Томашівського повіту. Загинув 22 серпня 1947 року в бою з емдебістами під селом Верешин. Похований на цвинтарі в селі Шиховичі.

1. Лев (Боруцький Василь) — чот. сотні «Вовки-2» ТВ-28 «Данилів» ВО-6 «Сян» 1945-46
2. Шпак (Царик Степан) — бунч. сотні «Вовки-2» ТВ-28 «Данилів» ВО-6 «Сян» 1946
3. Вятич, Міша, Степовик (Михайло Балій) (1926—1981) — народився в Павловичах Сокальського району, член ОУН, в підпіллі з липня 1946 року; від жовтня 1946 р. стрілець в сотні, потім (з жовтня 1946 року вересня 1947 року) слідчий СБ III округи ОУН. Був також в охороні Леона Лапінського «Зенон»; арештований 1948 р в Чехословаччині.[2]
4. «Юрко» — (Ян (Іван) Невядомський) (1922—1989). Нар. в Масломичі, повіт Грубешівський, ймовірно член ОУН ще до війни, в 1941 р. вивезений до Німеччини на примусові роботи (згідно іншої версії — служив в Schutzpolizei, військове звання — капрал). В 1943 р. організовіє підпілля в околицях Масломичі. На початку реферат господарчий 4 надрайону "Лиман " III Округу ОУН, а пізніше стрілець в сотні "Дуди, пізніше командир боївки СБ надрайону "Лиман " III Округу ОУН. 21.І.1946 р. підвищений до старшого стрільця, від 1946 р. був районним командиром боївок СБ ОУН, від осені 1947 р. командир однієї з груп підпільників, яка залишилася на Холмщині, від лютого 1949 р. член сітки «Зенона», арештований у 1951 р. й переданий до СРСР, де був засуджений на 25 років тюрми, до Польщі повернувся 27.ІХ.1955 р. й був вдруге арештований й засуджений 27.ІХ.1957 р. в Любліні на довічне ув'язнення, звільнений 25.ІІІ.1959 р., до смерті проживав в Олесниці.[2]

1. «Кавка» (Володимир Макарук) — нар. 1924 р. в Войславичах, повіт Сокаль (після 1944 р. повіт Грубешів), член ОУН від 1942 р., в підпіллі від 15.IV.1946 р., стрілець сотні «Дуди»[2]
2. «Явір» (Іван Рачинський) (1922—1951) — нар. в Сатрій Миколаївці, повіт Дубно, член ОУН від 1941 р., в квітні 1943 р. мобілізований до лав Червоної Армії, після чотирьох місяців затриманий з двома іншими солдатами в околицях Грубешова під час патролювання сотнею «Ягоду», вся трійка погодилася вступити до УПА, як кулеметник служив в сотні «Дуди», від 1948 р. член сітки Леона Лапінського «Зенона».[2]
3. «Гонта» (Іван Залізняк) (1923—1948) — нар. в Богородиці, повіт Грубешів, член ОУН від 1941 р., в УПА від 1943 р., стрілець сотні Євгена Ящука «Дуди», загинув за нез'ясованих обставин.[2]
4. "Прибувший " (Іван Кубяк) (1921—1948) — нар. в Городловичах повіт Сокаль, член ОУН від 1940 р., в УПА від 1943 р., служив в сотні Євгена Ящука «Дуди», загинув за нез'ясованих обставин.[2]
5. «Залізняк» (Павло Шостак) (1913—1948) — рік служив в Червоній Армії, член ОУН від 1941 р., в УПА від 28.X.1944 р.; кулеметник в сотні Євгена Ящука «Дуди», загинув за нез'ясованих обставин.[2]
6. «Гучава» (Олександр Ващук) (1916—1949) — нар. в Богородиці, повіт Грубешівський (за іншими джерелами в Новій Іванівці біля Курська), член ОУН, в УПА від серпня 1944 р., на початку стрілець у віділі "Яструба (Н. Н.), «Карпа» (Н. Н.) і Петра Шавули «Кропиви», від лютого 1946 до вересня 1947 р. політичний інструктор в сотнях Петра Лагоди «Громового» та Василя Ярмоли «Яра», заарештований в Чехословаччині і переданий до Польщі.[2]
7. «Залізняк» (Осип Денека) (-,01.1922-†04.01.1946), нар. в с. Сумішів-Варашин, Грубешівського повіту, стрілець, незакінчена школа початкова, рільник, 31.12.1945 року ранений в бою з більшовиками під Тихобіжським лісом біля колонії Міняни. Помер 04.01.1946.
8. «Хмара» (Михайло Підгірский) — стрілець, брав участь в грубешівській операції. Був арештований польським УБ в листопаді 1946 р.
9. «Палієнко» (Микола П а в о н с ь к и й) (нар. 1919) — нар. в Черничині пов. Грубешів, член ОУН, в УПА від 10..1946 р., де був членом сотні Євгена Янчука «Дуди», від осені 1947 р. член групи «Юрка», від лютого 1949 р. член фіктивної сітки «Зенона», арештований 16.І.1954 р., засуджений на тюрму.

#### Сотня "Вовки-3

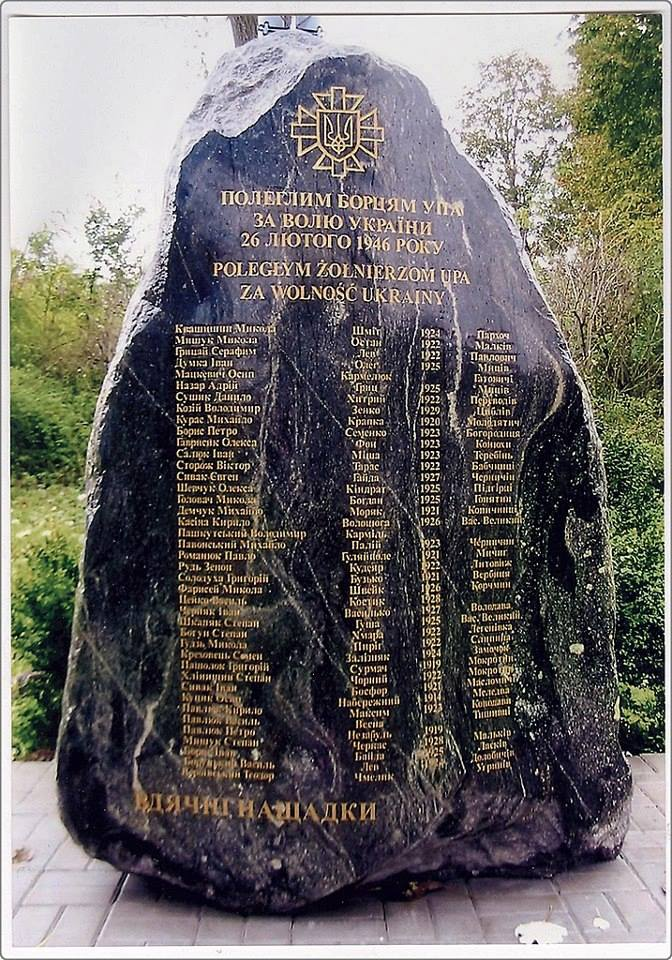
Пам"ятник полеглим бійцям сотні Вовки, 26.02.1946 р.,в бою з військами НКВС. В урочищі Білосток біля села Ліскі, Грубешівського повіту.

Відд.??«Вовки-3»  Після виселення українців з підгрубешівських сіл до України, «Зірка» зорганізував невеликий відділ УПА, біля 25 осіб, що оперував у цій околиці. Спочатку цей пвд. підпорядкував собі «Зенон», як ще один ВОП. Проте вояки цього пвд. домагалися, що вони хочуть належати до УПА й осінню 1945 р. їх підпорядковано команді 28 ТВ УПА «Данилів» як «Вовки III». Більшість вояків цього пвд. були перед тим у різних відділах УПА.
- сотенний «Гайда» (Євген Сивак,*16.02.1927 — † 26.02.1946), нар. 16 лютого 1927 р. в с. Черничин Грубешівського пов. у селянській родині. Закінчив 7 кл. гімназії в Сокалі, підстаршинську школу УПА на Волині у 1943 р. і старшинську школу УПА «Олені» в Карпатах у 1944 р. Повернувши в рідні сторони був призначений ройовим сотні «Вовки», у 1945 р. — інструктором у новій сотні «Вовки II». Двічі поранений — легко і тяжко, в засідці на «Юрченка». 2 лютого 1946 р. був назначений командиром пвд. «Вовки III». Загинув 26.02.1946 р. біля села Ліскі, Грубешівського повіту на Холмщині, в бою з військами НКВС.
- сотенний «Давид» (Степан Приступа †24.06.1947 або 08.1947), брав участь в грубешівській операції.
- сотенний «Зірка» ст. бул.(Володимир Сивак,*01.09.1923 — † 01.09.1948), народився у селі Черничин Грубешівського повіту, в селянській родині. Незакінчена школа, освіта — 2 класи гімназії, 18.01.1946 року потрапив у засідку НКВС в селі Масломичі. Засуджений Військовим судом і розстріляний в Любліні 01.09.1948. Похований ймовірно на комунальному цвинтарі при вул. Уніцка в Любліні.

1. «Орлик» (Роман Ковальчук)(1913—1950) — нар. в Шмиткові повіт Сокаль, член ОУН від 1932 р., в підпіллі від 1944 р.; на початку стрілець сотні «Лиса» (Іван Шелева), а потім Степана Приступи «Давида», підвищений на командира рою, від січня 1947 р. був заступником «Давида», а по його смерті, командував створеною групою, що залишилася від сотні.[2]
2. «Сурмач» (Василь Климчак) — нар. в 1927 в. в Себечові, повіт Сокаль, Sebeczowie, в УПА 1944 р.,від липня 1945 р. стрілець 3 рою «Орлика» Романа Ковальчука в сонті «Багряного» Євгена Дацюка (від 1945 р. командир був «Лиса» (Іван Шелева)), від травня 1946 р. в сотні «Давида» Степана Приступи, на початку як секретар, а потім політичний інструктор, заарештований Службою Державної безпеки Чехословаччини та переданий Польщі.[2]
3. «Юрко» (Семен Зінко) — нар. 1928 р. в Жужелянах, повіт Сокаль, член ОУН від 1944 р., в УПА від 1946 р., стрілець сотні «Давида» Степана Приступи, вийшов з підпілля в 1956 р.[2]
4. «Вістун» (Лев Рудик, за іншими даними Лев Дяків (1927—1948)- народився в Жужелянах, повіт Сокаль, член ОУН від 1944 р., в УПА від 1946 р.,на початку був санітаром, а потім командир рою в сотні «Давида» Степана Приступи, 25.V.1946 r. авансований до ступіня старшого стрільця.[2]
5. «Пімста» (Сильвестер Боднар, за іншими даними Василь Луцик або Василь Сельвестер) — народився 1925 р. в Жужелянах, повіт Сокаль, в УПА від 1945 р., стрілець сотні «Давида» Степана Приступи.[2]
6. «Моряк» (Демчук Михайло, 1921-26.02.1946) народився 1921 р. у Копичинцях у сім'ї селянина. Закінчив 7 класів «Рідної школи». Член ОУН з 1942 р. У серпні 1942 року був відправлений в УПА на Волинь. Ройовий сотні Вовки-3. Загинув 26.02.1946 р. біля села Ліскі, Грубешівського повіту на Холмщині, в бою з військами НКВС.
7. «Перемога» (Невідомський Володимир) (1926-07.01.1946), нар. в с. Черничин, Грубешівського повіту, в родині селянина, незакінчена школа, Старший брат був в УПА і в лютому 1945 року він також пішов в УПА. Ст. стрілець, кулеметник. Загинув 07.01.1946 р., попавши в засідку НКВС під лісом біля с. Вілька Потуржинська. Місце поховання невідоме, тіло забрав ворог.
8. Ст. віст. «Палій» (Павонський Михайло) (1923 — 26.02.1946), нар. в с. Черничин, Грубешівського повіту. Бунчужний від. Вовки-3. Загинув 26.02.1946 р. біля села Ліскі, Грубешівського повіту на Холмщині, в бою з військами НКВС.
9. псевдо «Босфор» — Сивак Іван (1921 — 26.02.1946, Ліскі), нар. 1921 р. в с. Масломичі Грубешівського повіту у селянській родині. Був у сотні «Вовки-3». Загинув 26.02.1946 р., в бою з військами НКВС. Похований в урочищі Білосток біля села Ліскі, Грубешівського повіту на Холмщині разом з 41 побратимами, що загинули в цьому бою.

#### Сотня «Чавса»
Відд. ?? — сотенний «Чавс» Василь Краль (*1913 р. Дорошів, Львівська обл., — † 1976 Дзержонюв, Польща) — поручник УПА. В УПА з березня 1945, на початку стрілець, пізніше командир чоти в сотні «Куліша». Після реформування чоти в самостійну сотню, був її командиром, що належала до куреня «Беркута», яка була направлена в повіт Влодавський під кінець 1945 року з ВО-2 «Буг». Його сотня була розбита в вересні 1947 року. «Чавс» виїхав на проживання в околиці Дравська. Був розпізнаний і заарештований на початку 1948 року, засуджений на кару смерті 10.02.1948 військовим Районним Судом в Любліні, замінена кара на пожиттєве ув'язнення. В 1955 звільнений з в'язниці.
1. Олег (Думка Іван) — пвх. сотні «Вовки-3» ВО 6 1946
2. Орлик (Ковальчук Роман)-сот. «Вовки-3» ВО 6 1947
3. Палій (Павонський Михайло) — бунч. сотні «Вовки-3» ВО 6 1946
4. «Квітка» (Григорій Лаховський) — санітар в сотні «Чавса». Нар. 1923 р. в Сілець, повіт Сокальський, член ОУН, в УПА від 1944 р., подальша доля незнана.[2]
5. Шепель (Тимофій Петрович Гавалко) народився 28 лютого 1924 р. в с. Пархач Сокальського повіту (тепер с. Межиріччя Сокальського р-ну Львівської обл.). Закінчив народну школу в рідному селі, відтак навчався у Сокальській СШ № 1 (1939—1941 рр.) та у 5 і 6 класах Сокальської гімназії (1941—1943 рр.). Від 1941 р. належав до Юнацтва Організації Українських Націоналістів.